# Bohema (zespół muzyczny)
Bohema – polski zespół rockowy założony w 2000 roku w Warszawie.

## Historia
Historia zespołu rozpoczęła się jeszcze w 1994 roku. Wtedy to czterech uczniów VI LO im. T. Rejtana w Warszawie – Piotr Lipka, Łukasz Lubaszka, Michał Jankowski i Waldek Baryło oraz Piotr Czajer uczęszczający do warszawskiego LO nr XXXVII, założyło zespół Hill Band. Swój debiut mieli w kinie „Kadr” w Warszawie przy ul. Gotarda 16. Na początku 1995 r. dołączył do nich perkusista Arek Zwoliński. W styczniu 1995 r. dali koncert w Natolińskim Ośrodku Kultury pod nazwą The Necks. Następne lata to rozłam zespołu. Opuszczają go Piotr Czajer i Arek Zwoliński, którego w 1996 roku zastępuje Bartek Peciakowski.
Latem 1996 roku zespół The Necks nagrywa kasetę demo, na której znalazły się cztery utwory:
- Johnny B. Goode (cover)
- Hound Dog (cover)
- Blowin’ in the Wind (cover)
- Pretty Maggie (autorski)

Dzięki tej kasecie zespół zaczyna koncertować w całej Polsce. Kolejna kaseta demo została nagrana w połowie 1998 r. w dawnej Akademii Muzycznej na ul. Okólnik w Warszawie. Zawierała wyłącznie autorskie kompozycje, które później znalazły się na płycie „Bohema”.
W tym czasie muzycy zdają maturę i decydują się na zmianę nazwy zespołu na Bohema, nawiązując nią do dekadentyzmu Młodej Polski (oficjalna zmiana nazwy nastąpiła dopiero w 2000 r.) Trzecie demo powstało w 1999 r. W 2000 r. z zespołu odchodzi Waldek Baryło, a wraca i zastępuje go Piotr Czajer.
W 2003 roku muzycy podpisują kontrakt z Polskim Radiem, wynikiem czego jest nagranie wiosną tego samego roku płyty Bohema, w studiu im. Agnieszki Osieckiej. Realizatorem nagrań był Wojciech Przybylski. Płyta trafia do sklepów 1 października 2003 r. 
Dwa utwory z debiutanckiego albumu zespołu: „Ginger”i „Hell Woman” docierają jesienią 2003 roku do pierwszego miejsca Top Ten MTV Polska.  
W czerwcu 2005 roku Bohema supportuje zespół Green Day w katowickim Spodku. W lipcu 2005 zespół podpisał kontrakt z wytwórnią EMI Music Poland, co owocuje nagraniem drugiego albumu Santi Subito, który pojawił się na rynku 26 maja 2006 r. Utwór „Tell me who you are” został nagrany z gościnnym udziałem Muńka Staszczyka.
W 2007 roku zespół został uhonorowany nagrodą Superjedynki w kategorii „Płyta rock” za album Santi Subito.
Zespół ostatecznie zawiesił działalność w 2008 r.
22 maja 2012 r. muzycy spotkali się ponownie by dać koncert w warszawskim klubie „Huśtawka” w składzie: Piotr Lipka, Piotr Czajer, Łukasz Lubaszka, Michał Jankowski oraz gościnnie Sebastian Pisarkiewicz (bębny).

## Muzycy
- Piotr Lipka – śpiew, gitara, harmonijka
- Piotr Czajer – gitara elektryczna i akustyczna, śpiew
- Łukasz Lubaszka – gitara basowa, chórki
- Michał Jankowski – instrumenty klawiszowe, (m.in. pianino, organy Hammonda)
- Waldek Baryło – gitara
- Arkadiusz Zwoliński – perkusja
- Bartek Peciakowski – perkusja

## Dyskografia[3]

### Albumy
- Bohema (2003, CD)[4]
- Santi Subito (2006, CD)[5]

### Single
- Ginger (2003, CD)
- Hell Woman (2004, CD)
- Etapy (2004, CD)[6]
- Warszawka (2006, CD)[7]

## Teledyski
- Ginger – 2003, reż. Marcin Ziębiński
- Hell Woman – 2004, reż. Sambor Wilk
- Etapy – 2004, reż. Marcin Jurczak
- Warszawka
- Tell me who you are